# リー (小惑星954番)
リー (954 Li) は小惑星帯に位置する小惑星である。ハイデルベルクのケーニッヒシュトゥール天文台でカール・ラインムートによって発見された。
発見者の妻リーナ・アルステーデ・ラインムート (Lina Alstede Reinmuth) にちなんで命名された。